# Gourville
Gourville foi uma comuna francesa na região administrativa da Nova Aquitânia, no departamento de Charente. Estendia-se por uma área de 12,92 km². Em 2010 a comuna tinha 639 habitantes (densidade: 49,5 hab./km²).
Em 1 de janeiro de 2019, passou a formar parte da comuna de Rouillac.